# جبهه صربستان (جنگ جهانی اول)
جبهه صربستان یا عملیات صربستان در جنگ جهانی اول ، از اواخر ژوئیه ۱۹۱۴ آغاز شد ؛ زمانی که، اتریش-مجارستان به پادشاهی صربستان یورش برد. این جبهه تا پایان رسمی جنگ جهانی یعنی نوامبر ۱۹۱۸ جریان داشت. این جبهه از دانوب تا جنوب مقدونیه امتداد داشت.
تعداد سربازان قوای صربستان در طول جنگ دچار نزول شد : از ۴۲۰٬۰۰۰ سرباز در آغاز تا ۱۰۰٬۰۰۰ نفر در ۱۹۱۸. همچنین این دولت حدود ۱٬۰۰۰٬۰۰۰ نفر از مردم خود را در جنگ از دست داد که معادل ۲۷٪ جمعیت آن و ۶۰٪ جمعیت مردان این کشور بود. بر طبق تخمین دولت یوگسلاوی (در ۱۹۲۴) صربستان ۲۶۵٬۱۶۴ سرباز برابر با ۲۵٪ نیروهای رزمی خود را از دست داد.